# غاي ستيفان
غاي ستيفان (بالفرنسية: Guy Stéphan)‏ (17 أكتوبر 1956) مدرب فرنسي محترف في لعبة كرة القدم وحاليا غير متعاقد مع أي نادي أو منتخب .

## المسيرة الرياضية كلاعب
بدأ ستيفان مسيرته الرياضية في نادي غينغان في مركز الوسط المهاجم ثم انتقل إلى نادي رين . أثناء وجوده في نادي رين بدأ دراسته الجامعية في تخصص التربية البدنية . بعد سنتين انتقل بعدها إلى نادي لوهافر ثم إلى نادي أورليانز ثم انضم إلى نادي كاين سنة 1985 . بعد سنة واحدة تعرض لحادث سيارة اضطر بعدها إلى اعتزال اللعب قسرا .

## المسيرة الرياضية كمدرب
بدأ مسيرته المهنية الجديدة كمدرب لفريق رديف كاين ثم انتقل إلى نادي أنيسي في الدرجة الثانية حتى سنة 1992 عندما طلب مدرب نادي ليون ريموند دومينيك ستيفان لأن يكون مساعدا له . بقي ستيفان مساعدا للمدرب التالي جان تيغانا وبعد رحيل الأخير تولى مسؤولية تدريب الفريق بالكامل في سنة 1995 . ثم انتقل إلى نادي بوردو ثم إلى المركز التقني الوطني . طوال أربع سنوات ونصف قاد منتخب فرنسا للناشئين إلى أن تم ترقيته ليكون مساعدا لمدرب منتخب فرنسا روجيه لومير حيث استمتعا معا بقيادة المنتخب إلى تحقيق بطولتي كأس الأمم الأوروبية 2000 في هولندا وبلجيكا معا وبطولة كأس القارات 2001 . في يناير 2003 تم تعيينه مدربا لمنتخب السنغال ثم رحل ببساطة في يوليو 2005 بسبب تعرضه لهزيمتين رسميتين خلال 30 شهر من توليه المهمة . انضم مجددا إلى تيغانا في تدريب فريق بشكتاش التركي لمدة موسم ونصف حتى يونيو 2007 عندما رحل الاثنان معا . حاليا فإن ستيفان يعمل محللا لقناة كانال بلاس الفرنسية لمباريات دوري أبطال أوروبا .

## روابط خارجية
- غاي ستيفان على موقع قاعدة بيانات كرة القدم.إي يو (الإنجليزية)